# Гонсувка-Стара
Гонсувка-Стара (пол. Gąsówka Stara) — село в Польщі, у гміні Лапи Білостоцького повіту Підляського воєводства.
Населення — 526 осіб (2011).
У 1975-1998 роках село належало до Білостоцького воєводства.

## Демографія
Демографічна структура станом на 31 березня 2011 року:
|          | Загалом | Допрацездатний вік | Працездатний вік | Постпрацездатний вік |
| -------- | ------- | ------------------ | ---------------- | -------------------- |
| Чоловіки | 260     | 50                 | 180              | 30                   |
| Жінки    | 266     | 48                 | 169              | 49                   |
| Разом    | 526     | 98                 | 349              | 79                   |